# Балабан, Флорин
Флорин Балабан (рум. Florin Balaban; род. 16 августа 1968 года, Никорешти, Румыния) — румынский бадминтонист и художник-карикатурист.
Участник Олимпийских игр 1992 в одиночном разряде. В первом раунде уступил Анил Каул из Канады 0:2.

## Достижения
Чемпион Румынии в одиночном разряде (1990, 1991, 1993), в парном разряде (1992, 1993, 1994).